# Park im. Jana Jonstona w Lesznie
Park im. Jana Jonstona – park położony w Lesznie, zajmuje teren wzdłuż Alei Jana Pawła II.
Park posiada charakter rekreacyjno-wypoczynkowy, zajmuje obszar 4,85 ha i jest zarządzany przez Miejski Zakład Zieleni w Lesznie. Północną granicę stanowi ulica Bohaterów Westerplatte, zaś południową wytyczona w 1990 po śladzie ulicy Ewarysta Estkowskiego Aleja Jana Pawła II.

## Historia
Park im. Jana Jonstona w rzeczywistości tworzy kompleks trzech terenów zielonych przeciętych południkowo dwupasmową aleją Jana Pawła II. Początek istnienia parku miał miejsce w 1972, gdy zakończono niwelowanie terenu dawnych cmentarzy. Hitlerowcy zdewastowali cmentarz żydowski położony na zachód od ulicy Grunwaldzkiej pozostawiając jedynie dom przedpogrzebowy, teren ten po 1945 pozostawał niezagospodarowany, a pozostałe macewy potraktowano jako materiał kamieniarski do powtórnego użytku. W 1947 Miejska Rada Narodowa wydała uchwałę dotyczącą zaprzestania pochówków i likwidacji Cmentarza Ewangelicko-Reformowanego, gdzie spoczywali m.in. Bracia czescy i kalwini m.in. krewni J. A. Komenskiego. Razem z nim do likwidacji przeznaczono niewielki cmentarz wojskowy przylegający do zabudowań szkolnych na placu Jana Amosa Komeńskiego. Nagrobki uznane za najbardziej wartościowe przeniesiono wówczas do lapidarium stworzonego w otoczeniu kościoła św. Krzyża, a część szczątków osób pochowanych ekshumowano i pochowano w zbiorowej mogile na cmentarzu przy ulicy Kąkolewskiej. W drugiej połowie lat 60 rozpoczęto likwidację starego cmentarza katolickiego, mimo że ostatni pochówek miał tam miejsce w 1957. Osoby najbardziej zasłużone po ekshumacji pochowano na cmentarzu przy ulicy Kąkolewskiej, pewną liczbę pochowanych bliscy ekshumowali do grobów rodzinnych na innych nekropoliach. Mimo zabytkowego charakteru wielu grobowców rozebrano je, a teren splantowano. W 1970 Miejska Rada Narodowa podjęła decyzję o poszerzeniu ulicy Ewarysta Estkowskiego, wówczas przylegające do niej tereny uporządkowano i zazieleniono tworząc założenie parkowe, w 1976 w trzechsetną rocznicę śmierci Jana Jonstona stał się on patronem nowego parku. We wschodniej części parku znajduje się owalny plac z fontanną oraz rzeźby plenerowe m.in. ustawiona w 1976 "Kasia" projektu Antoniego Szulca oraz postawione trzy lata później "Leżące" Benedykta Kaszki, jest tam również plac zabaw. W części centralnej parku ustawiono w 1975 pomnik Jana Jonstona, uczonego związanego latach 1625-1656 z Lesznem i tu pochowanego.
Infrastrukturę parku tworzą liczne ławki, plac z betonowa planszą do plenerowej gry w szachy oraz stoliki do gier planszowych.

## Bibliografia

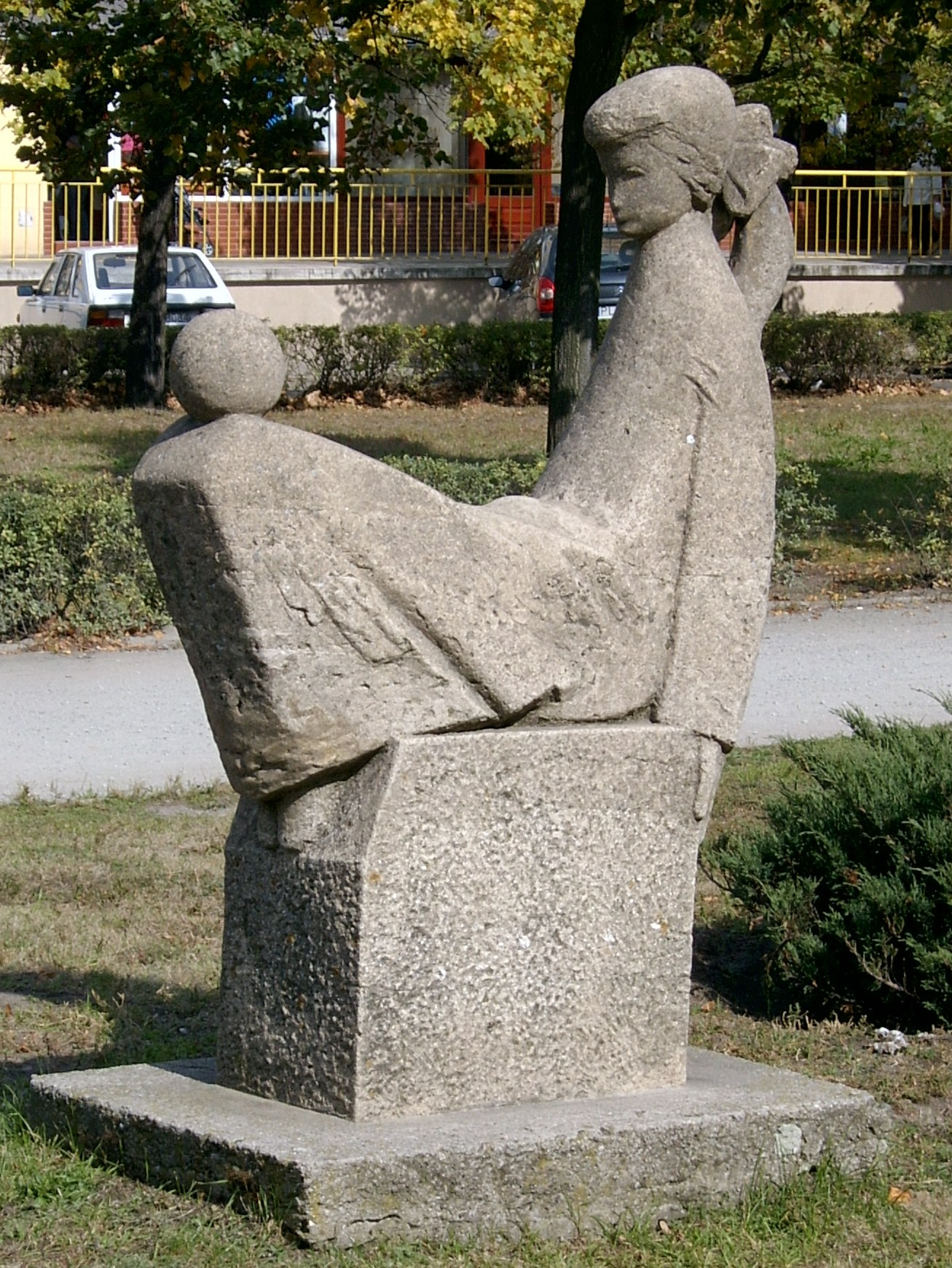
Rzeźba "Kasia" dłuta Antoniego Szulca

## Przyroda

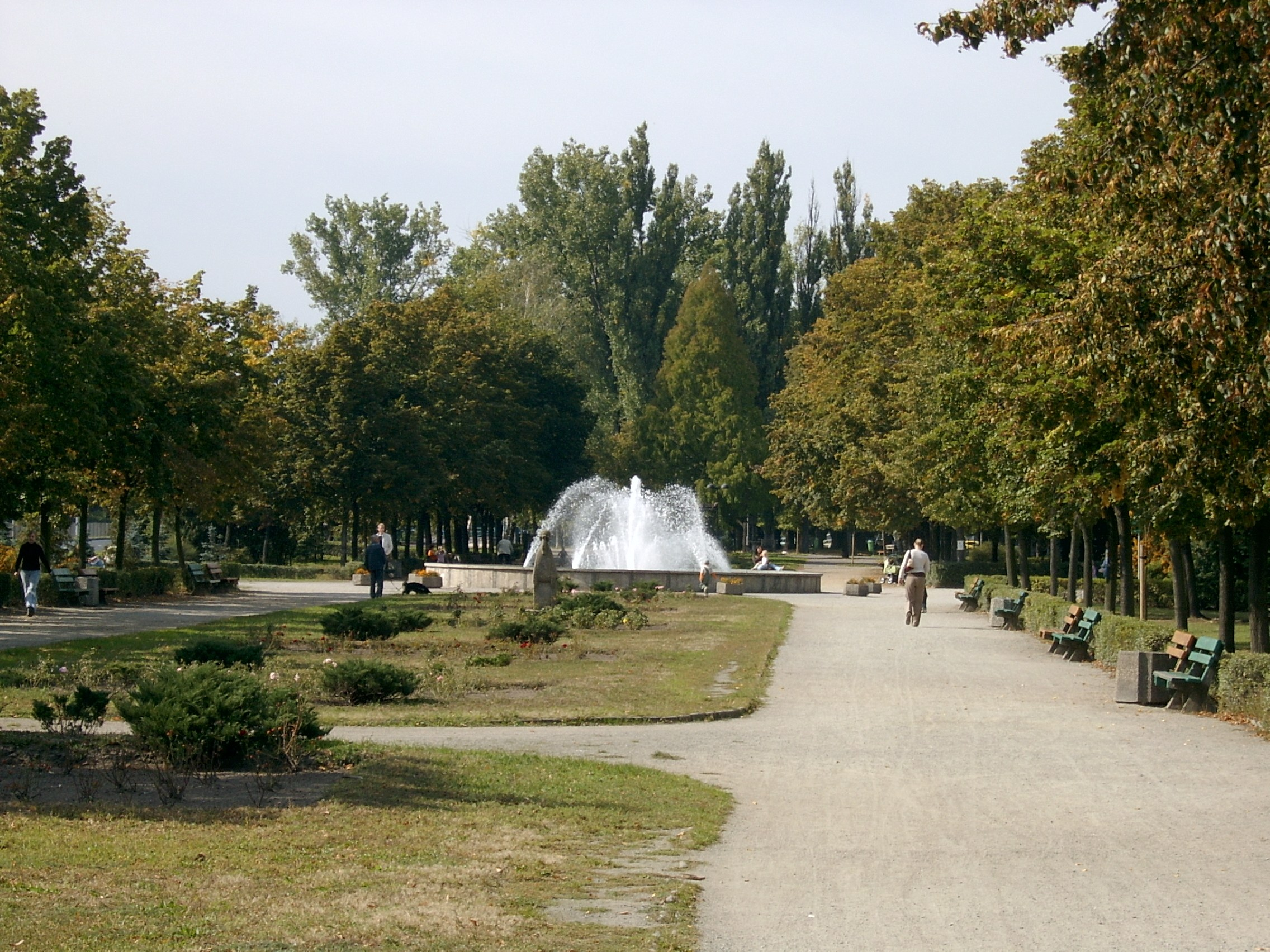
Fontanna w Parku im. Jana Jonstona

Park nie posiada jednolitej kompozycji, część zadrzewienia pozostała po istniejących tu nekropoliach, pozostałą posadzono na początku lat 70. XX wieku podczas tworzenia założenia parkowego. Najcenniejszym okazem jest ponad 5 metrowa metasekwoja chińska (Metasequoia glyptostroboides), nie mniej wartościowe są dwa platany klonolistne (Platanus acerifolia) oraz siedem dębów szypułkowych (Quercus robur), z czego trzy posiadają odwód w pierśnicy przekraczający 250 cm. Rosną tu również dwie wierzby białe zwisające (Salix alba Pendula) oraz liczne robinie akacjowe (Robinia pseudoacacia), lipy drobnolistne (Tilia cordata) i topole czarne (Populus nigra), których część usunięto podczas przebudowy ulicy w 1990. Ponadto występują tu pojedyncze egzemplarze derenia białego (Cornus alba), miłorzębu dwuklapowego (Ginko biloba), klonu jesionolistnego (Acer negundo), jesionu wyniosłego zwisającego (Fraxinus excelsior Pendula) i jesionu wyniosłego (Fraxinus excelsior). Zadrzewienie uzupełniają głóg dwuszyjkowy (Crataegus oxyacantha), kasztanowiec biały (Aesculus hippocastanum) oraz wiśnia piłkowana (Prunus serrulata). Świat krzewów jest reprezentowany przez irgę rozkrzewioną (Cotoneaster divaricatus), ligustr pospolity (Ligustrum vulgare), irgę poziomą (Cotoneaster horizontalis), jałowiec sabiński (Juniperus sabina Tamariscifolia), jałowiec płożący (Juniperus horizontalis), cis pospolity (Taxus baccata), sosnę górską (Pinus mugo), cyprysik Lawsona (Chamaecyparis lawsoniana), tawułę szarą (Spiraea cinerea), szczodrzeniec wczesny (Cytisus praecox), żywotnik wschodni (Thuja orientalis).